# Кармайкл, Малкольм
Малкольм Джеймс Кармайкл (англ. Malcolm James Carmichael, род. 8 сентября 1955, неизвестно) — британский гребец, бронзовый призёр летних Олимпийских игр 1980 года, победитель различных международных регат.

## Биография
На чемпионатах мира Малкольм Кармайкл дебютировал в 1977 году, когда в составе четвёрки парной стал первым в финале на мировом первенстве в Амстердаме. В 1978 году британская четвёрка вновь не смогла пробиться в главный финал, заняв в утешительном заезде 4-е место. В 1979 году Кармайкл в паре с Чарльзом Уиггином был близок к завоеванию медалей чемпионата мира в зачёте двоек распашных, но британский экипаж занял 4-е место, уступив бронзовым призёрам из Швейцарии почти 6 секунд. В этом же году Кармайкл и Уиггин стали победителями Silver Goblets & Nickalls' Challenge Cup, проходившем в рамках Королевской регаты Хенли. Также Кармайкл стал победителем «Уингфилдских вёсел» в одиночке.
В 1980 году Малкольм Кармайкл вместе с Чарльзом Уиггином принял участие в летних Олимпийских играх 1980 года в Москве. Сборная Великобритании официально бойкотировала московские Игры, поэтому британские спортсмены, решившие принять участие в соревнованиях, выступали под Олимпийским флагом. Гребцы из Великобритании уверенно преодолели два предварительных раунда в соревнованиях двоек и вышли в финал. В решающем раунде британцы до самого финиша сражались за серебряную медаль с двойкой из СССР, но в итоге уступили хозяевам соревнований почти секунду и стали бронзовыми призёрами Игр, причём результат британских спортсменов в финале был абсолютно идентичен их же времени, показанному в полуфинальном заезде.

## Личная жизнь
- Дочь — Эмили Кармайкл (род. 1992) — гребчиха, чемпионка Великобритании, участница чемпионатов мира и Европы.